# 더 킹: 헨리 5세
《더 킹: 헨리 5세》(영어: The King)는 2019년 개봉한 미국, 오스트레일리아의 역사 드라마 영화이다. 윌리엄 셰익스피어의 희곡 《헨리 5세》를 바탕으로 제작되었다. 데이비드 미쇼가 감독하고 조엘 에저턴이 미쇼와 공동 각본을 썼다. 이 영화에는 티모시 샬라메, 조엘 에저턴, 로버트 패틴슨, 벤 멘덜슨, 숀 해리스와 릴리로즈 뎁이 출연한다.
제76회 베네치아 영화제에서 전 세계 최초로 공개되었다.

## 출연
- 티모시 샬라메 - 헨리 5세 역
- 조엘 에저턴 - 패스톨프 역
- 로버트 패틴슨 - 도팽 역
- 벤 멘덜슨 - 헨리 4세 역
- 숀 해리스 - 윌리엄 개스코인 역
- 릴리로즈 뎁 - 카트린 역
- 톰 글린카니 - 헨리 "핫스퍼" 퍼시 역
- 토머신 매켄지 - 필리파 역
- 딘찰스 채프먼 - 토머스 역
- 에드워드 애슐리 - 케임브리지 역
- 앤드류 하빌 - 캔터베리 대주교 역
- 이반 케이 - 스크롭 경 역
- 스티븐 엘더 - 도싯 역
- 톰 피셔 - 노섬벌랜드 역
- 벤체슬라우스
- 루카스 하센(덴마크어판) - 에릭 역
- 티보 드 몽탈랑베르 - 샤를 6세 역
- 대장장이 역
- 궁병 역
- 스티븐 페웰 - 그레이 역
- 타라 피츠제럴드 - 후퍼 역

## 프로덕션
2013년 조엘 에저튼과 데이비드 미쇼는 워너 브라더스와 윌리엄 셰익스피어의 희곡 Henry IV, Henry V, Part 1 & 2을 각색한 공동으로 글을 작업하고 있는 것으로 알려졌다. 2015년 9월, 미쇼는 워너 브라더스와 함께 프로젝트를 진행하고 감독을 맡는다고 발표했다. 영화의 제작과 배급에는 라바 베어 필름스가 담당한다고 발표 되었다.
2018년 2월, 티모시 샬라메가 캐스팅이 확정되었고, 브래드 피트, 디디 가드너, 제러미 클라이너와 또한 리즈 왓츠가 그들의 산하 제작 회사인 플랜 B 엔터테인먼트에서 제작을 맡는 것이 발표 되었다. 넷플릭스는 워너 브라더스 대신에 배급을 맡게 되었다. 2018년 3월, 조엘 에저튼이 캐스트로 합류하였다. 2018년 3월, 로버트 패틴슨, 벤 멘델슨, 숀 해리스, 릴리로즈 뎁, 토마신 맥켄지가 영화의 캐스트로 합류하였고, 다음 달 6월에 딘찰스 채프먼이 합류하였다.

### 촬영
본 촬영은 2018년 6월 1일부터 시작 되었다. 제작은 잉글랜드 전역과 헝가리의 부다페스트에서 촬영될 예정이다.

## 부산국제영화제 상영

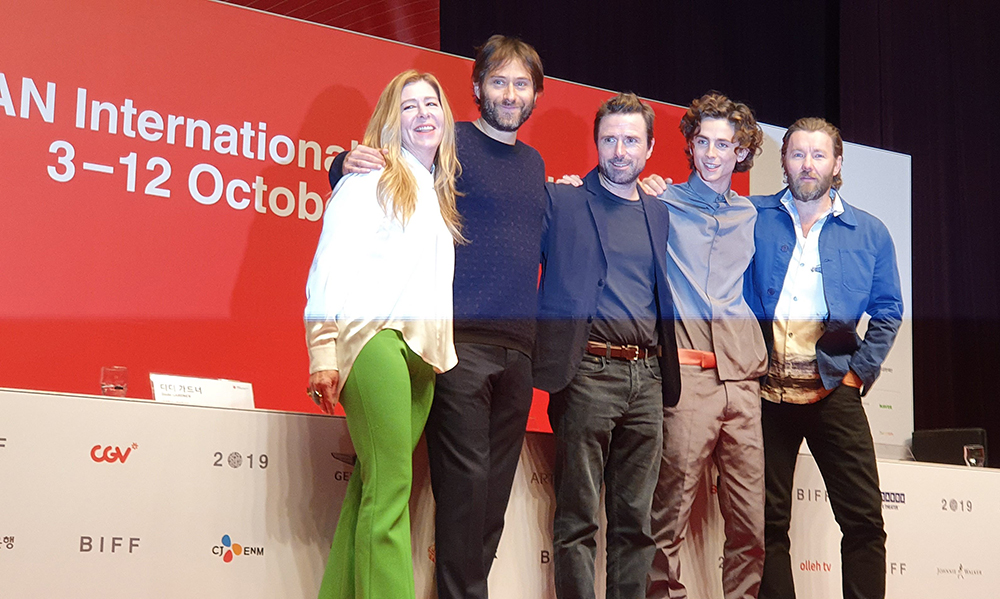
2019년, BIFF 공식기자회견

- 《더 킹: 헨리 5세》는 2019년 열린 제24회 부산국제영화제 갈라 프레젠테이션 섹션을 통해 상영되었다. 영화제 기간에 '더 킹: 헨리 5세'의 제작진과 배우과 부산을 직접 찾아 홍보활동을 펼쳤다. 8일 오후 신세계백화점 센텀시티점 문화홀에서 열린 '더 킹: 헨리 5세' 공식 기자회견에는 데이비드 미쇼 감독과 배우 티모시 샬라메, 조엘 에저턴, 그리고 제작사 플랜B 엔터테인먼트의 프로듀서 디디 가드너와 제레미 클라이너가 참석했다.[11] '더 킹: 헨리 5세'는 BIFF기간에 기자시사회 한 차례와 일반 상영 2차례가 진행되었다.

## 같이 보기
- 헨리 5세 (1989년 영화)